# Tellme Networks
Tellme Networks, Inc. es una empresa estadounidense fundada en 1999 por Mike McCue y Angus Davis que se especializó en aplicaciones telefónicas. Su sede se encuentra en Montain View, California.
Tellme Networks fue adquirida por Microsoft el 14 de marzo de 2007, por aproximadamente $800 millones; el acuerdo se cerro a finales de abril del mismo año. En 2006 la compañía a registrado que en su red telefónica se ha procesado más de 2 mil  millones de llamadas únicas.
Tellme estableció un número de información que proporcionaba anuncios de la hora del día, pronósticos del tiempo, breves noticias y resúmenes de deportes, búsquedas de negocios, cotizaciones del mercado de valores, direcciones de conducción y servicios similares. Operando mediante indicaciones de voz y un software de reconocimiento de voz, se configuró en el año 2000 como un servicio líder en pérdidas para demostrar la funcionalidad de Tellme a los consumidores de EE. UU. La voz del servicio de Tellme es Darby Bailey.

## Historia
En abril de 1999, Tellme se fundó por un pequeño grupo, formado por Mike McCue, Angus Davis, Rod Brathwaite, Jim Fanning, Kyle Sims, Brad Porter, Michael Plitkins, Hadi Partovi, John Giannandrea, Andrew Volkmann, Anthony Accardi, Patrick McCormick, Danny Howard, Vicki Penrose y Emil Michael se reunieron en Mountain View, California.
En el 2000, Tellme anunció un servicio que ofrecía contenido a los teléfonos, un concepto llamado portales de voz. Los primeros competidores incluyeron TelSurf Networks, BeVocal, Hey Anita y Quack.com
En 2008, la compañía debutó una función especialmente para la víspera de Navidad; las personas que llaman pueden escuchar los mensajes grabados de Santa Claus. Si se le llama en la víspera de Navidad, Santa dirá qué estado está pasando y qué está haciendo exactamente. En 2009, agregaron un servicio que le permite recibir mensajes una semana antes de que Santa le explique qué está haciendo para prepararse para la Navidad.
Al inicio del servicio, como una forma de obtener más usuarios, ofrecieron una función gratuita de llamadas de larga distancia. Las personas que llamaban llamaban a Tellme y se les daba 1 minuto gratis de tiempo de llamada de larga distancia a su número de teléfono deseado. Ese servicio se detuvo más tarde mientras otros servicios persistieron.
El mes de febrero de 2012 la compañía de telecomunicaciones estadounidense [24]7.ai adquiere Tellme Networks de Microsoft.

## Servicios
Los clientes del portal de voz crean aplicaciones habilitadas para voz y con acceso a Internet en la red de Tellme mediante Tellme Studio. Tellme Studio es una herramienta de desarrollo VoiceXML basada en la web. La plataforma de Tellme se basa en estándares abiertos como VoiceXML, CCXML y VoIP. El Portal de Voice Tellme que incluye asistencia de directorio solía ser accedido llamando al (408) 752-8052. Sin embargo, mientras que (408) 752-8052 ya no está en servicio, es posible que se pueda acceder a Tellme en la red inalámbrica de AT&T marcando # 121 (tenga en cuenta que esto usará minutos de tiempo de uso).

## Clientes
Algunos de los servicios que se ejecutan en la red de Tellme incluyen asistencia de directorio (4-1-1) para AT&T y Verizon (línea fija), marcación por voz de AT&T (* 08), servicio al cliente para Merrill Lynch, E * TRADE Financial y American Airlines, y Servicios de comercio electrónico para Fandango.